# اسنز
اسنز (به لاتین: Assens) یک منطقهٔ مسکونی در دانمارک است که در اسنز واقع شده‌است. اسنز ۴٫۷ کیلومتر مربع مساحت و ۶٬۰۱۶ نفر جمعیت دارد.